# Аляб'єв Олександр Володимирович
Олександр Володимирович Аляб'єв (нар. 5 січня 1940, Путивль) — український музикант, баяніст, заслужений артист України.

## Біографія
Народився 5 січня 1940 року в місті Путивлі Сумської області. 1961 року закінчив Донецьке музичне училище (керівник — Ю. Михайличенко). У 1961—1973 роках працював в Ансамблі пісні і танцю групи радянських військ у Німеччині (Цоссен, район Вюнсдорф).
Від 1973 до 1988 року працював в Ансамблі пісні і танцю Північного флоту (Сєвєроморськ, РФ), а від 1988 року — соліст, оркестровщик-аранжувальник оркестру Ансамблю пісні і танцю Збройних сил України (Київ).

## Творча діяльність
Автор пісень на військову тематику, виконавець класичних творів.

## Нагороди та відзнаки
Заслужений артист України (1998).